# 經濟自由
經濟自由用於經濟研究和政策討論。與自由相同，有著不同的定義，當中沒有普遍接受的。一個接近經濟自由的定義來自自由意志主義傳統強調的自由市場和私有制，同時延伸到個人選擇的福利經濟學研究，帶更大的經濟自由來自“大”（在一些法律定義中）的對可能的選擇之設定。另一個更冷靜的觀點強調分配公正和每個人的基本自由的背景。
今天，這個詞通常與古典自由主義（或自由市場）聯繫在一起，並且定義為自由生產、貿易和消費任何商品與服務，而不搶劫、詐騙或偷竊。這體現在法治、財產權和合約自由、以由外部和內部之開放性市場為特徵、保護財產權利和經濟干預之自由。
經濟自由指數試圖衡量（自由市場）經濟自由和基於這些值之發現進行經驗主義研究來提高人民生活水平、經濟增長、收入均等、減少腐敗和減少政治暴力。有時會用經濟指數對各個國家排名，香港和新加坡經常領先。1985年到2005年間，只有少數國家沒有增加他們的經濟自由度指數評分。一些實證分析表明，該指數沒有與其經濟增長密切相關，但崩潰組成部分的回歸分析表明，當其他方面影響它時，一些具體的自由有助於經濟增長。
其他經濟自由概念包括免於贫困之自由（美國總統富蘭克林·羅斯福1941年在美國國會大廈發表演說時提出的“言論自由、信仰自由、免於貧困及免於恐懼之自由”）和進行集體談判之自由。

## 延伸閱讀
- Friedrich Hayek, The Constitution of Liberty
- Friedrich Hayek, The Road to Serfdom
- Milton Friedman, Capitalism and Freedom
- Ludwig von Mises, Economic Freedom and Interventionism （页面存档备份，存于）
- Amartya Sen, Development as Freedom

## 外部連結
- Economic Freedom （页面存档备份，存于） by Robert A. Lawson of the Fraser Institute（英语：Fraser Institute） at the Concise Encyclopedia of Economics（英语：Concise Encyclopedia of Economics）
- John Miller, "Free, Free at Last （页面存档备份，存于）" in Dollars & Sense（英语：Dollars & Sense） magazine
- The Protection Of Economic Rights & Freedoms